# Chrystal Macmillan
Chrystal Macmillan, née le 13 juin 1872 et morte le 21 septembre 1937, est une avocate écossaise, militante féministe et pacifiste, première femme diplômée en sciences de l'université d'Édimbourg et première femme diplômée avec un « First Class Honours », la mention la plus haute, en mathématiques et en philosophie dans cette même université. Elle fut une militante pour le droit de vote des femmes, et fut également la première femme à plaider devant la Chambre des lords. Elle est l'une des fondatrices de la Ligue internationale des femmes pour la paix et la liberté.

## Sources

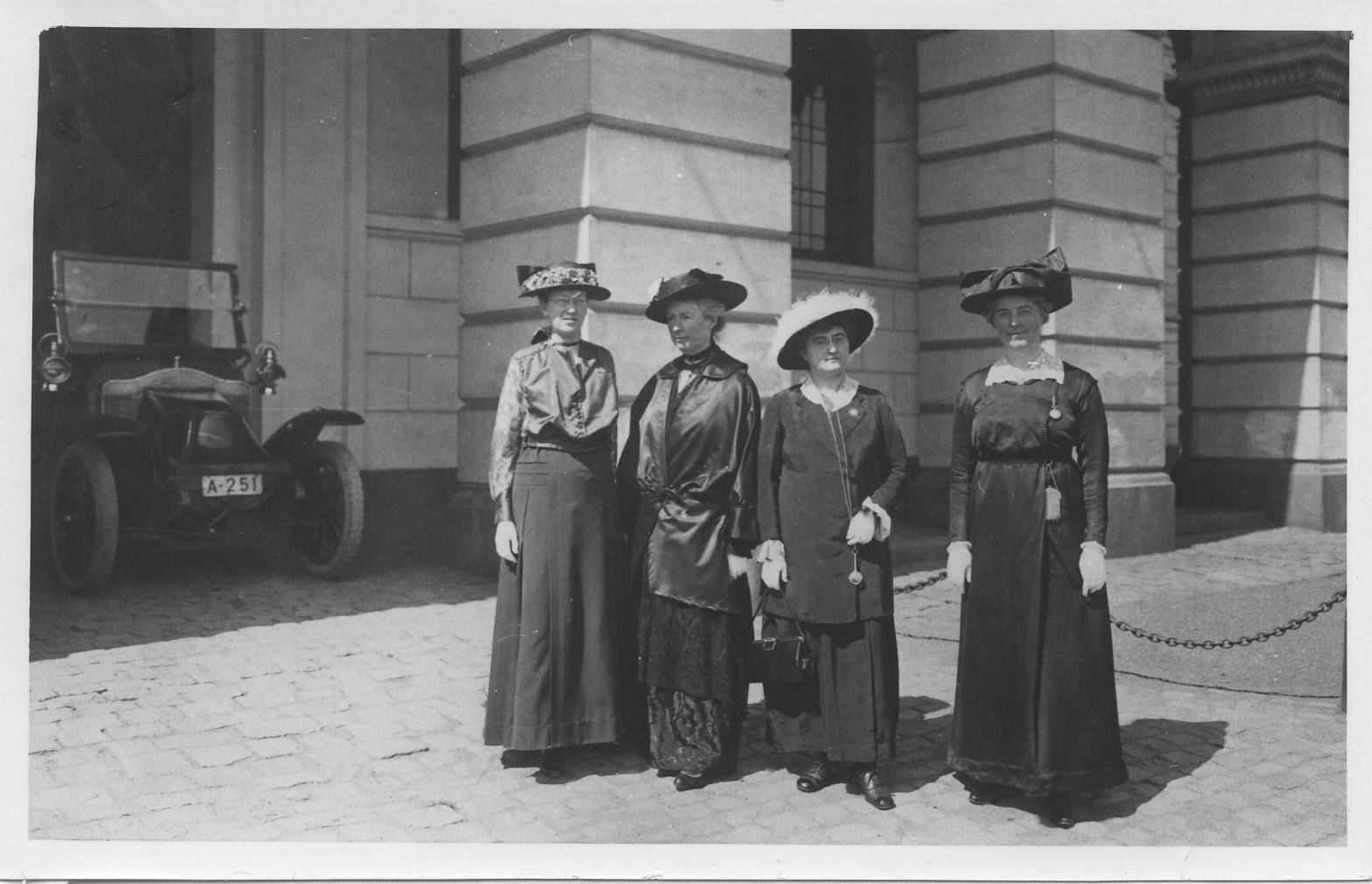
Chrystal Macmillan à l'extrême droite, en 1915.

- (en) Cet article est partiellement ou en totalité issu de l’article de Wikipédia en anglais intitulé « Chrystal Macmillan » (voir la liste des auteurs).

## liens externes
- Notice dans un dictionnaire ou une encyclopédie généraliste :   - Oxford Dictionary of National Biography
- Notices d'autorité :   - VIAF
  - ISNI
  - BnF (données)
  - IdRef
  - LCCN
  - GND
  - Australie
  - Tchéquie
  - WorldCat